# Ulysse Gémignani
Pour les articles homonymes, voir Gemignani.
Ulysse Gemignani est sculpteur français né à Paris le 21 décembre 1906 et mort dans la même ville le 21 janvier 1973.

## Biographie
Ulysse Jean-Baptiste Antonin Marius Gemignani est né dans le 13e arrondissement de Paris le 21 décembre 1906.
Entré à l’École nationale supérieure des beaux-arts de Paris, où il est élève de Jean-Antoine Injalbert puis d'Henri Bouchard, il expose au Salon des artistes français dès 1929.
Après avoir obtenu un premier second grand prix de Rome de sculpture en 1932, il est couronné, l’année suivante par le premier grand prix avec Orphée apaise la tempête. Il séjourne à la villa Médicis entre 1934 et 1937 et y fait la connaissance d’Yvonne Desportes qui avait obtenu, l’année précédente, le premier grand prix de Rome de composition musicale. Elle deviendra sa femme et le couple aura trois enfants dont Vincent, compositeur et percussionniste, et Michel Gemignani, artiste peintre, prix de Rome en 1966. La famille résidait à Méricourt dans les Yvelines.
En 1937, il reçoit une médaille d’or au Salon et est classé hors-concours. Il devient membre du jury du Salon des artistes français, puis de celui de l’attribution du prix de Rome.
Il est nommé chevalier de la Légion d'honneur en 1955.
Il meurt le 21 janvier 1973 à son domicile parisien du 14e arrondissement de Paris.

## Œuvres
- Archer grec, 1930, bronze patiné noir, réalisé alors qu'Ulysse Gemignani était élève aux Beaux-Arts de Paris, 56 × 66 × 24 cm, localisation inconnue. Cette œuvre parfois intitulée Hercule a été de maintes fois reproduite en particulier par la fonderie Landenbeck à Berlin[3].
- Orphée apaise la tempête, 1933, bas-relief en plâtre, premier prix de Rome de sculpture de 1933, Paris, École nationale supérieure des beaux-arts[4].
- Yvonne Desportes, buste en marbre de son épouse, réalisé pendant le séjour de l’artiste à la villa Médicis à Rome, exposé[Quand ?] au Petit Palais à Paris.
- Les Enfants et le Globe, 1944, fontaine ornée de sculptures, square de Verdun, Malakoff (Seine)[5].
- Les  Sirènes, 1946, groupe en pierre, jardin des Ibis, près du lac du Vésinet[6].
- Mémorial des déportés de Bayeux, bas-relief, façade du palais épiscopal de Bayeux[7].
- Mémorial de la France combattante du mont Valérien à Suresnes, 1958, Gemignani est l’auteur de l’une des 16 sculptures en bronze patiné noir (Cassino) disposées de part et d’autre de la croix de Lorraine[8],[9].
- Monument commémoratif aux victimes de la guerre et de la Libération, 1946, maquette en plâtre pour un projet sans suite, Poitiers, musée Sainte-Croix[10].
- Jeunesse, vers 1953, statuette en bronze, musée d'Art moderne de Paris[11].
- Monument à Merlin de Thionville, 1954, Thionville à l’angle des rues Joffre et Merlin. Monument commémoratif en pierre taillée, h. 4 m, commandé par l'État en 1950 et inauguré le 14 juillet 1954. Le piédestal de forme pentagonale évoque aussi les trois frères de Merlin de Thionville : Gabriel, François et Christophe[12].
- Monument aux morts de Caen, 1961. Sous l’occupation allemande, en 1945, le bas-relief de la face arrière du monument représentant un Coq terrassant l’aigle allemand, œuvre du sculpteur animalier Raymond Bigot, fut détruit. Il a été remplacé en 1961 par une nouvelle sculpture, proche de l’ancienne[13].
- Salutem tibi dat, bas-relief, gare de Dunkerque[14],[15].
- Artisan métallurgiste, 1954, statue en pierre, 290 × 200 × 60 cm, lycée d’enseignement professionnel de Malakoff[16].
- Porteuse de gerbes, 1945, statuette en terre cuite, 36 cm, présentée au Salon des indépendants de 1945, Poitiers, musée Sainte-Croix[17].
- Crucifix, bois d'iroko, 5 × 3,3 m, Thionville, église Notre-Dame de l’Assomption.
- Vierge, 1956, Thionville, façade de l'église Notre-Dame de l’Assomption. Elle est représentée avec un croissant de lune à ses pieds et une couronne de douze étoiles au-dessus de sa tête ; une grande draperie traduit l’envol vers la béatitude[18],[19].

### Éditions en bronze
Ulysse Gemignani réalise également de nombreux petits bronzes comme L’archer ou Deux satyres jouant des cymbales, ou des médailles (Louis Bonte,).